# Stadio comunale (Vaslui)
Lo stadio comunale (rum. Stadionul Municipal) è uno stadio della città di Vaslui, in Romania, e ospitava le partite casalinghe della squadra della città: il Fotbal Club Vaslui.
L'impianto di proprietà del comune di Vaslui, è stato costruito nel 1972, e  ha una capacità di 16.500 posti, a sedere; il terreno di gioco è interamente ricoperto da erba naturale.
Nel 2005 lo stadio ha subito dei lavori di ristrutturazione, in seguito alla partecipazione del Fotbal Club Vaslui alle coppe europee, durante questi lavori sono stati posizionati i seggiolini, e nel 2008, è stato dotato di un nuovo impianto di illuminazione.